# 대한민국 제21대 대통령 선거 광주광역시
이 문서는 대한민국 제21대 대통령 선거의 광주광역시 지역 개표 결과이다.

## 개표 결과

### 동구
|  | 82.61% |

|  | 9.60% |

|  | 6.76% |

|  | 0.93% |

|  | 0.08% |

### 서구
|  | 84.52% |

|  | 8.42% |

|  | 6.14% |

|  | 0.81% |

|  | 0.08% |

### 남구
|  | 84.97% |

|  | 8.31% |

|  | 5.81% |

|  | 0.81% |

|  | 0.08% |

### 북구
|  | 85.02% |

|  | 7.78% |

|  | 6.17% |

|  | 0.91% |

|  | 0.09% |

### 광산구
|  | 85.16% |

|  | 7.38% |

|  | 6.44% |

|  | 0.90% |

|  | 0.10% |

## 전체 결과
|  | 84.77% |

|  | 8.02% |

|  | 6.23% |

|  | 0.87% |

|  | 0.09% |

더불어민주당 이재명 후보가 지난 대선에 이어서 84.77%의 높은 득표율을 기록하면서 광주광역시에서 승리하였다. 이재명 후보는 지난 대선에서 받았던 득표율과 비슷한 득표율을 기록하면서 광주광역시의 민주당 우세를 이어나가게 되었다.
국민의힘 김문수 후보는 8.02%의 득표율로 광주광역시에서 2위를 차지했다. 김문수 후보의 득표율로 국민의힘은 다시 광주광역시에서 한 자리 수대 득표율의 성적을 받게 되었으며 이번 대선 호남 지역 중 가장 부진한 결과를 받게 되었다.
개혁신당 이준석 후보는 6.23%의 득표율로 3위를 기록했다. 이준석 후보의 득표율은 전국 득표율과 비교했을 때보다 저조한 득표율을 기록했으나 호남권에서는 가장 높은 득표율을 기록했다.

### 주요 후보 결과
| 지역   | 이재명  | 이재명 | 김문수 | 김문수 | 이준석 | 이준석 |
| 지역   | 득표수  | 득표율 | 득표수 | 득표율 | 득표수 | 득표율 |
| ------ | ------- | ------ | ------ | ------ | ------ | ------ |
| 동구   | 63,684  | 82.61% | 7,402  | 9.60%  | 5,212  | 6.76%  |
| 서구   | 168,407 | 84.52% | 16,782 | 8.42%  | 12,238 | 6.14%  |
| 남구   | 126,148 | 84.97% | 12,337 | 8.31%  | 8,635  | 5.81%  |
| 북구   | 257,145 | 85.02% | 23,544 | 7.78%  | 18,674 | 6.17%  |
| 광산구 | 229,298 | 85.16% | 19,872 | 7.38%  | 17,345 | 6.44%  |

더불어민주당 이재명 후보가 전 지역에서 80%가 넘는 득표율을 기록하면서 광주광역시 내 5개 자치구에서 모두 승리를 거두었다.  특히 북구와 광산구에서는 85% 이상의 높은 득표율을 기록하였다.
국민의힘 김문수 후보는 전 지역에서 10% 미만의 득표율을 기록하였다. 김문수 후보는 동구에서만 9%대의 득표율을 기록했을 뿐, 나머지 지역들에서는 부진한 결과를 받게 되었다.
개혁신당 이준석 후보는 전 지역에서 5~6%대의 득표율을 기록했다.

## 같이 보기
- 대한민국 제21대 대통령 선거